# Liste der Baudenkmäler in Latsch
Die Liste der Baudenkmäler in Latsch (italienisch Laces) enthält die 47 als Baudenkmäler ausgewiesenen Objekte auf dem Gebiet der Gemeinde Latsch in Südtirol.
Basis ist das im Internet einsehbare offizielle Verzeichnis der Baudenkmäler in Südtirol. Dabei kann es sich beispielsweise um Sakralbauten, Wohnhäuser, Bauernhöfe und Adelsansitze handeln. Die Reihenfolge in dieser Liste orientiert sich an der Bezeichnung, alternativ ist sie auch nach der Adresse oder dem Datum der Unterschutzstellung sortierbar.

## Liste
| Foto |                 | Bezeichnung                                                                | Standort                                                       | Eintragung                   | Beschreibung | Metadaten                                                    |
| ---- | --------------- | -------------------------------------------------------------------------- | -------------------------------------------------------------- | ---------------------------- | --- | ------------------------------------------------------------ |
| ja   | Datei hochladen | Alter Widum ID: 15659                                                      | 46° 37′ 3″ N, 10° 51′ 34″ O                                    | 28. Apr. 1980 (BLR-LAB 2594) | Widum/Kanonikerhaus | KG: Latsch Bauparzelle: 66/1                                 |
| ja   | Datei hochladen | Angerer ID: 15680                                                          | 46° 36′ 24″ N, 10° 52′ 31″ O Fraktion: Tarsch                  | 6. Feb. 1981 (BLR-LAB 613)   | Ländliches Wohnhaus/Bauernhof | KG: Tarsch Bauparzelle: 124                                  |
| ja   | Datei hochladen | Annenberg ID: 15671                                                        | 46° 37′ 49″ N, 10° 50′ 21″ O Fraktion: Sankt Martin am Vorberg | 8. Mai 1950 (MD)             | Burg/Schloss | KG: Sankt Martin am Vorberg Bauparzelle: 49, 51              |
| ja   | Datei hochladen | Burg Latsch mit Nebentrakten ID: 15660                                     | Bahnhofstraße 14 46° 37′ 5″ N, 10° 51′ 35″ O                   | 7. Okt. 1965 (MD)            | Burg/Schloss | KG: Latsch Bauparzelle: 68, 69, 71/1, 71/2, 72/1, 72/2, 72/3 |
| ja   | Datei hochladen | Fricken ID: 15652                                                          | 46° 36′ 21″ N, 10° 49′ 14″ O Fraktion: Morter                  | 6. Feb. 1981 (BLR-LAB 613)   | Ländliches Wohnhaus/Bauernhof | KG: Morter Bauparzelle: 98/4                                 |
| ja   | Datei hochladen | Gaßmair ID: 15650                                                          | 46° 36′ 27″ N, 10° 49′ 23″ O Fraktion: Morter                  | 6. Feb. 1981 (BLR-LAB 613)   | Ländliches Wohnhaus/Bauernhof | KG: Morter Bauparzelle: 67                                   |
| ja   | Datei hochladen | Gasthaus Roter Adler ID: 18176                                             | Hauptstraße 40-45 46° 37′ 4″ N, 10° 51′ 36″ O                  | 25. März 1996 (BLR-LAB 1200) | Gasthaus | KG: Latsch Bauparzelle: 65                                   |
| ja   | Datei hochladen | Gasthof zum Riesen ID: 15676                                               | 46° 36′ 28″ N, 10° 52′ 42″ O Fraktion: Tarsch                  | 6. Feb. 1981 (BLR-LAB 613)   | Gasthaus | KG: Tarsch Bauparzelle: 59                                   |
| ja   | Datei hochladen | Grafenhaus ID: 15661                                                       | 46° 37′ 5″ N, 10° 51′ 31″ O                                    | 8. Juli 1996 (BLR-LAB 3146)  | Ansitz | KG: Latsch Bauparzelle: 73                                   |
| ja   | Datei hochladen | Herrengasse 8 ID: 15658                                                    | Herrengasse 8 46° 36′ 57″ N, 10° 51′ 36″ O                     | 6. Feb. 1981 (BLR-LAB 613)   | Egger-Rudl Ländliches Wohnhaus/Bauernhof | KG: Latsch Bauparzelle: 49                                   |
| ja   | Datei hochladen | Hofgasse 12 ID: 15666                                                      | Hofgasse 12 46° 37′ 0″ N, 10° 51′ 24″ O                        | 6. Feb. 1981 (BLR-LAB 613)   | Oberhof Ländliches Wohnhaus/Bauernhof | KG: Latsch Bauparzelle: 111/1                                |
| ja   | Datei hochladen | Kapelle zur Schmerzhaften Muttergottes an der Brücke ID: 15668             | 46° 37′ 19″ N, 10° 52′ 4″ O                                    | 6. Feb. 1981 (BLR-LAB 613)   | Kapelle | KG: Latsch Bauparzelle: 172                                  |
| ja   | Datei hochladen | Kartein ID: 15664                                                          | 46° 37′ 3″ N, 10° 51′ 28″ O                                    | 6. Feb. 1981 (BLR-LAB 613)   | Ländliches Wohnhaus/Bauernhof | KG: Latsch Bauparzelle: 674, 675                             |
| ja   | Datei hochladen | Knofl ID: 15678                                                            | 46° 36′ 23″ N, 10° 52′ 38″ O Fraktion: Tarsch                  | 6. Feb. 1981 (BLR-LAB 613)   | Ländliches Wohnhaus/Bauernhof | KG: Tarsch Bauparzelle: 89/1                                 |
| ja   | Datei hochladen | Kofl ID: 15642                                                             | 46° 37′ 25″ N, 10° 50′ 13″ O Fraktion: Goldrain                | 6. Feb. 1981 (BLR-LAB 613)   | Ländliches Wohnhaus/Bauernhof | KG: Goldrain Bauparzelle: 6                                  |
| ja   | Datei hochladen | Kofler ID: 18181                                                           | 46° 36′ 29″ N, 10° 52′ 43″ O Fraktion: Tarsch                  | 14. Nov. 1994 (BLR-LAB 6736) | Ländliches Wohnhaus/Bauernhof | KG: Tarsch Bauparzelle: 58/1                                 |
| ja   | Datei hochladen | Kugelgasse 3 ID: 15657                                                     | Kugelgasse 3 46° 37′ 2″ N, 10° 51′ 42″ O                       | 6. Feb. 1981 (BLR-LAB 613)   | Walter Ländliches Wohnhaus/Bauernhof | KG: Latsch Bauparzelle: 35                                   |
| ja   | Datei hochladen | Maria-Hilf-Kapelle in Tarsch ID: 50433                                     | 46° 36′ 45″ N, 10° 52′ 57″ O Fraktion: Tarsch                  | 27. Feb. 2006 (BLR-LAB 645)  | Kapelle | KG: Tarsch Bauparzelle: 158                                  |
| ja   | Datei hochladen | Matill ID: 15665                                                           | 46° 37′ 0″ N, 10° 51′ 33″ O                                    | 6. Feb. 1981 (BLR-LAB 613)   | Ländliches Wohnhaus/Bauernhof | KG: Latsch Bauparzelle: 99/1                                 |
| ja   | Datei hochladen | Mühlrain mit St.-Anna-Kapelle ID: 15662                                    | 46° 37′ 6″ N, 10° 51′ 26″ O                                    | 30. Mai 1968 (MD)            | Ansitz | KG: Latsch Bauparzelle: 383, 79/1, 79/2, 79/3                |
| ja   | Datei hochladen | Neuhaus ID: 15674                                                          | 46° 36′ 29″ N, 10° 52′ 41″ O Fraktion: Tarsch                  | 20. Jan. 1951 (MD)           | Ländliches Wohnhaus/Bauernhof | KG: Tarsch Bauparzelle: 42                                   |
| ja   | Datei hochladen | Obermontani, Untermontani und St.-Stephans-Kapelle ID: 15653               | 46° 36′ 3″ N, 10° 49′ 39″ O                                    | 16. Nov. 2009 (BLR-LAB 2754) | zwei Burgruinen und eine Kapelle; die links in der Spalte Standort stehenden Koordinaten beziehen sich auf Obermontani; Untermontani befindet sich etwas nördlich auf 46° 36′ 16,7″ N, 10° 49′ 39,2″ O, die St.-Stephans-Kapelle etwas westlich auf 46° 36′ 1,1″ N, 10° 49′ 29,7″ O; | KG: Morter Bauparzelle: 146, 147 Grundparzelle: 987/3, 987/4 |
| ja   | Datei hochladen | Oberes Plattgut ID: 15679                                                  | 46° 36′ 26″ N, 10° 52′ 36″ O Fraktion: Tarsch                  | 6. Feb. 1981 (BLR-LAB 613)   | Ländliches Wohnhaus/Bauernhof | KG: Tarsch Bauparzelle: 99                                   |
| ja   | Datei hochladen | Obermoosburg ID: 15646                                                     | 46° 37′ 1″ N, 10° 49′ 29″ O Fraktion: Goldrain                 | 6. Feb. 1981 (BLR-LAB 613)   | Ansitz | KG: Goldrain Bauparzelle: 71/1, 71/2                         |
| ja   | Datei hochladen | Pfarrkirche St. Dionysius mit Friedhofskapelle und Friedhof ID: 15651      | 46° 36′ 17″ N, 10° 49′ 22″ O Fraktion: Morter                  | 6. Feb. 1981 (BLR-LAB 613)   | Kirche | KG: Morter Bauparzelle: 91, 92 Grundparzelle: 132            |
| ja   | Datei hochladen | Pfarrkirche St. Luzius in Tiss ID: 15641                                   | 46° 37′ 22″ N, 10° 50′ 18″ O Fraktion: Goldrain                | 6. Feb. 1981 (BLR-LAB 613)   | Kirche | KG: Goldrain                                                 |
| ja   | Datei hochladen | Pfarrkirche St. Michael mit Friedhofskapelle und Friedhof ID: 15672        | 46° 36′ 28″ N, 10° 52′ 33″ O Fraktion: Tarsch                  | 6. Feb. 1981 (BLR-LAB 613)   | Kirche | KG: Tarsch Bauparzelle: 1 Grundparzelle: 1                   |
| ja   | Datei hochladen | Pfarrkirche St. Peter und Paul mit Friedhofskapelle und Friedhof ID: 15654 | 46° 37′ 5″ N, 10° 51′ 37″ O                                    | 6. Feb. 1981 (BLR-LAB 613)   | Kirche | KG: Latsch Bauparzelle: 6, 7 Grundparzelle: 17               |
| BW   | Datei hochladen | Pfarrwidum in Sankt Martin am Vorberg ID: 50522                            | 46° 38′ 19″ N, 10° 51′ 20″ O Fraktion: Sankt Martin am Vorberg | 6. Juli 2009 (BLR-LAB 1775)  | Widum/Kanonikerhaus | KG: Sankt Martin am Vorberg Bauparzelle: 4                   |
| ja   | Datei hochladen | Pfitscher (Pfriemengütl) ID: 15673                                         | 46° 36′ 30″ N, 10° 52′ 32″ O Fraktion: Tarsch                  | 6. Feb. 1981 (BLR-LAB 613)   | Wohnhaus | KG: Tarsch Bauparzelle: 9/1                                  |
| ja   | Datei hochladen | Pitschen ID: 15648                                                         | Mühlweg 26 46° 36′ 26″ N, 10° 49′ 10″ O Fraktion: Morter       | 6. Feb. 1981 (BLR-LAB 613)   | Wohnhaus | KG: Morter Bauparzelle: 8                                    |
| ja   | Datei hochladen | Ruckenzaungut ID: 50563                                                    | 46° 36′ 31″ N, 10° 52′ 42″ O Fraktion: Tarsch                  | 14. Jan. 2013 (BLR-LAB 44)   | Bauernhof mit Wirtschaftsgebäude, Wohnhaus teilweise aus dem 15. Jahrhundert | KG: Tarsch Bauparzelle: 44                                   |
| ja   | Datei hochladen | Schanzen mit St.-Anna-Kapelle ID: 15645                                    | 46° 37′ 2″ N, 10° 49′ 26″ O Fraktion: Goldrain                 | 6. Feb. 1981 (BLR-LAB 613)   | Ansitz | KG: Goldrain Bauparzelle: 69/1, 70                           |
| ja   | Datei hochladen | Schloss Goldrain ID: 15643                                                 | 46° 37′ 28″ N, 10° 49′ 47″ O Fraktion: Goldrain                | 15. Feb. 1985 (BLR-LAB 686)  | Burg/Schloss | KG: Goldrain Bauparzelle: 12 Grundparzelle: 416/1, 417       |
| ja   | Datei hochladen | Siglgut ID: 15675                                                          | 46° 36′ 30″ N, 10° 52′ 46″ O Fraktion: Tarsch                  | 6. Feb. 1981 (BLR-LAB 613)   | Ländliches Wohnhaus/Bauernhof | KG: Tarsch Bauparzelle: 50/1                                 |
| ja   | Datei hochladen | Spital mit Heilig-Geist-Kapelle und Friedhof ID: 15655                     | 46° 37′ 5″ N, 10° 51′ 43″ O                                    | 6. Feb. 1981 (BLR-LAB 613)   | Spital | KG: Latsch Bauparzelle: 21, 22 Grundparzelle: 31             |
| BW   | Datei hochladen | St. Anton im Weinberg ID: 15647                                            | 46° 37′ 40″ N, 10° 49′ 47″ O Fraktion: Goldrain                | 6. Feb. 1981 (BLR-LAB 613)   | Kirchenruine | KG: Goldrain Grundparzelle: 197/1                            |
| ja   | Datei hochladen | St. Karpophorus ID: 15677                                                  | 46° 36′ 26″ N, 10° 52′ 47″ O Fraktion: Tarsch                  | 6. Feb. 1981 (BLR-LAB 613)   | Kirche | KG: Tarsch Bauparzelle: 70                                   |
| ja   | Datei hochladen | St. Martin ID: 15669                                                       | 46° 38′ 18″ N, 10° 51′ 19″ O                                   | 6. Feb. 1981 (BLR-LAB 613)   | Kirche | KG: Sankt Martin am Vorberg Bauparzelle: 1                   |
| ja   | Datei hochladen | St. Medardus ID: 15682                                                     | 46° 36′ 18″ N, 10° 53′ 28″ O Fraktion: Tarsch                  | 6. Feb. 1981 (BLR-LAB 613)   | Kirche | KG: Tarsch Bauparzelle: 148                                  |
| ja   | Datei hochladen | St. Nikolaus ID: 15663                                                     | 46° 37′ 5″ N, 10° 51′ 30″ O                                    | 6. Feb. 1981 (BLR-LAB 613)   | Kirche | KG: Latsch Bauparzelle: 88                                   |
| ja   | Datei hochladen | St. Sebastian in Platz ID: 15670                                           | 46° 38′ 5″ N, 10° 53′ 10″ O Fraktion: Sankt Martin am Vorberg  | 6. Feb. 1981 (BLR-LAB 613)   | Kapelle | KG: Sankt Martin am Vorberg Bauparzelle: 40                  |
| ja   | Datei hochladen | St. Vigil ID: 15649                                                        | 46° 36′ 30″ N, 10° 49′ 19″ O Fraktion: Morter                  | 6. Feb. 1981 (BLR-LAB 613)   | Kirche | KG: Morter Bauparzelle: 24                                   |
| ja   | Datei hochladen | St.-Medardus-Hof ID: 15681                                                 | 46° 36′ 19″ N, 10° 53′ 27″ O Fraktion: Tarsch                  | 6. Feb. 1981 (BLR-LAB 613)   | Ländliches Wohnhaus/Bauernhof | KG: Tarsch Bauparzelle: 147                                  |
| ja   | Datei hochladen | Unser Liebe Frau auf dem Bichl ID: 15656                                   | 46° 37′ 5″ N, 10° 51′ 47″ O                                    | 6. Feb. 1981 (BLR-LAB 613)   | Kirche, Fundort des Statuenmenhirs von Latsch | KG: Latsch Bauparzelle: 28                                   |
| ja   | Datei hochladen | Untermoosburg ID: 15644                                                    | 46° 37′ 11″ N, 10° 49′ 34″ O Fraktion: Goldrain                | 6. Feb. 1981 (BLR-LAB 613)   | Ansitz | KG: Goldrain Bauparzelle: 62/1                               |
| ja   | Datei hochladen | Zafigweg 4 ID: 15667                                                       | Zafigweg 4 46° 36′ 58″ N, 10° 51′ 22″ O                        | 6. Feb. 1981 (BLR-LAB 613)   | Ländliches Wohnhaus/Bauernhof | KG: Latsch Bauparzelle: 115                                  |

Falls bei einem Baudenkmal keine Koordinaten bekannt sind, werden ersatzweise die Katasterdaten zum Zeitpunkt der Unterschutzstellung angegeben. Diese sind weder offiziell noch zwingend aktuell.
Die vom Landesdenkmalamt übernommenen Adressen können veraltet sein.
| Foto:   | Fotografie des Denkmals. Klicken des Fotos erzeugt eine vergrößerte Ansicht. Daneben finden sich zwei Symbole: |
| ID      | Identifikator beim Südtiroler Landesdenkmalamt                                                                 |
| KG      | Katastralgemeinde                                                                                              |
| MD      | Ministerialdekret                                                                                              |
| BLR-LAB | Beschluss der Landesregierung – Landesausschussbeschluss                                                       |